# 艾爾斯蘭奇科勒尼 (蒙大拿州)
艾爾斯蘭奇科勒尼（英語：Ayers Ranch Colony）是位於美國蒙大拿州弗格斯縣的普查規定居民點。

## 人口
根據2020年美國人口普查的數據，艾爾斯蘭奇科勒尼的面積為1.14平方千米，皆為陸地。當地共有人口12人，而人口密度為每平方千米10.53人。